# Danzando
Danzando è il ventinovesimo album di Cristiano Malgioglio pubblicato dalla Baraonda Edizioni Musicali il 30 novembre 2018, anticipato dal singolo Danzando Danzando (feat. Fernando Proce) uscito il 1 giugno.
Danzando Danzando è una cover del brano Dançando della cantante brasiliana Ivete Sangalo pubblicato nel 2013.

## Tracce
1. Danzando Danzando (feat. Fernando Proce) (C.F. Felipe, C.T. Dearaujo Paixao, S.M.V. Brito) (testo italiano di C. Malgioglio)
2. O que serà (C. Buarque)
3. Ay! Mama Ines (A. Rodriquez)
4. Se tu non torni (L. Ferrario, M. Grilli)
5. Cor de rosa (R. Mendes)
6. Curame (M. Gomez)
7. Piensa en mi (A. Lara, A. Tuvim)
8. Quando acaba el plaser (A. Pires)
9. Frìo de Siberia (J. Alfonso Lorca)
10. Che mi ha fatto l’amore (C. Malgioglio, A. Summa)